# Miquel Prevere
Miquel Prevere (en grec antic Μιχαήλ) va ser un eclesiàstic romà d'Orient que va viure el segle ix.
Va escriure De Constructione Partium Orationis s. Methodus de Orationis Constructione, sobre la construcció de les parts de l'oració. La Biblioteca de l'Escorial en conserva un manuscrit, que pot ser el mateix que en queen grec porta el títol de Περὶ συντάξεως τῶν ῥημάτων, que s'atribueix a Jordi Lecapè. Fabricius l'inclou a la Bibliotheca Graeca.